# 5 mal 5
5 mal 5 war eine Spielshow, die von 1993 bis 1994 bei Sat.1 ausgestrahlt wurde. Moderiert wurde die Sendung von Bernd Schumacher.

## Handlung
5 mal 5 war eine Adaption der US-amerikanischen Spielshow Lingo. Zwei Paare spielten in mehreren Runden gegeneinander, wobei sie mit fünf Versuchen ein aus fünf Buchstaben bestehendes Wort erraten mussten. Bei Fehlversuchen wurden die Buchstaben markiert, die im gesuchten Wort enthalten sind.

## Sendeplatz
Die Spieleshow lief bis zum 24. März 1993 montags bis samstags im Sat.1-Vorabendprogramm, danach montags bis freitags, wobei der genaue Sendetermin mehrmals gewechselt wurde.